# Megasema inuitica
Megasema inuitica är en fjärilsart som beskrevs av Lafontaine och Reinhold Friedrich Hensel 1998. Megasema inuitica ingår i släktet Megasema och familjen nattflyn. Inga underarter finns listade i Catalogue of Life.